# 沖田正人
沖田 正人（おきた まさと、1929年2月15日 - 2001年6月15日）は、日本の政治家。元衆議院議員(日本社会党)である。

## 概要
山口県生まれ。西南学院専卒業後、東京土建産業労組副委員長を務めた後、1955年以降渋谷区議2期、東京都議を5期務め、社会党都議団政調会長、東京建設業国保組合理事長、社会党都議団幹事長、社会党渋谷総支部委員長を経て、1990年旧東京4区から衆院議員に当選、1期務めた。1990年代初頭はイラクに医薬品を運ぶなどの活動をした。党内派閥は左派の「社会主義研究会」（社研、旧佐々木更三派）に所属していた。1993年に落選。1984年藍綬褒章、1999年勲四等旭日小綬章受章。2001年6月15日没、叙・正五位。